# Седрик Дигъри
Седрик Дигъри (на английски: Cedric Diggory) е измислен герой от книгите и филмите за Хари Потър.
Седрик Дигъри е студент в Хафълпаф, с две години по-голям от Хари. Освен че е префект на Хафълпаф, той е капитан и търсач на отбора по куидич. Баща му Амос Дигъри работи в министерството на магията. Първата му поява в поредицата е в „Хари Потър и Затворникът от Азкабан“ когато отборът му по куидич се изправя срещу този на Грифиндор. Трите грифиндорски гончийки го определят като „силен и мълчалив“. По време на мача Седрик демонстрира силно изразено чувство за справедливост, когато след появата на дименторите Хари пада от метлата си и не може да продължи играта. Седрик хваща снича и Хафълпаф печелят първия за сезона мач, след като искането му за преиграване не е прието. В книгата е описан като много красив, с прав нос, тъмна коса и сиви очи.
В „Хари Потър и Огнения бокал“ той е избраник за „Хогуортс“ на Тримагическия турнир. След като Хари също е избран да участва, Малфой прави значки „Подкрепете Седрик Дигъри/Потър е гаден“, Седрик се опитва да убеди съучениците си да ги свалят. В първия етап от турнира той превръща скала в куче, за да разсее дракона и да вземе Златното яйце, но получава изгаряния на бузата си. На Коледния бал танцува с Чо Чан. Като компенсация за предупреждението на Хари за първата задача, Седрик помага на Хари с разрешаването на втората. Той е втори в състезанието при езерото, където трябва да спаси важен за него човек (Чо Чан).
По време на третата задача Хари спасява живота на Седрик два пъти. В лабиринта Седрик отказва да вземе купата без Хари и така двамата се оказват на гробището на Том Ридъл. Помощникът на Волдемор, Питър Педигрю убива Седрик с най-страшното от трите непростими заклинания „Авада Кедавра“. По време на битката на Хари с Волдемор духът на Седрик се появява и моли Хари да занесе тялото му при баща му. Въпреки опитите на министерството на магията да запазят в тайна случилото се, на погребението на Седрик Дъмбълдор разкрива „тайната“ под наслов че това би било „обида за светлата му памет“.
Робърт Патинсън играе Седрик във филма „Хари Потър и Огнения бокал“, като в „Хари Потър и орденът на Феникса“ са използвани сцени от „Хари Потър и Огнения бокал“.